# اچ‌ام‌اس عرب (۱۷۹۸)
اچ‌ام‌اس عرب (۱۷۹۸) (به انگلیسی: HMS Arab (1798)) یک کشتی بود که طول آن ۱۰۹ فوت ۱۱ اینچ (۳۳٫۵ متر) بود. این کشتی در سال ۱۷۹۷ ساخته شد.